# Metal Priestess
Metal Priestess é um EP dos Plasmatics, uma banda estadunidense de punk-metal. Sob a liderança da vocalista Wendy O. Williams, esse EP acabou sendo lançado em 1981.
O produtor Dan Hartman, célebre por trabalhar com artistas como 38 Special, James Brown e muitos outros, estava trabalhando em uma sessão em Los Angeles quando ele descobriu uma cópia do álbum "Beyond the Valley of 1984" dos Plasmatics. Quanto sentou para ouvir o álbum, ele disse que simplesmente não conseguia parar de ouvir. O álbum era "Vibrante", ele disse. "Eu sabia que eu queria conhecer essas pessoas e fazer alguma coisa com eles."
Em 2002, esse EP acabou sendo relançado pelo Plasmatics Media, LTD junto com o álbum "New Hope for the Wretched".

## Faixas
| N.º | Título                 | Compositor(es) | Duração |  |
| 1.  | "Lunacy"               | Plasmatics     | 5:04    |  |
| 2.  | "Doom Song"            | Plasmatics     | 5:23    |  |
| 3.  | "Sex Junkie (Ao vivo)" | Plasmatics     | 3:08    |  |
| 4.  | "Black Leather Monter" | Plasmatics     | 3:39    |  |
| 5.  | "12 Noon"              | Plasmatics     | 3:31    |  |
| 6.  | "Masterplan (Ao vivo)" | Plasmatics     | 4:48    |  |

## Músicos
- Wendy O. Williams - Vocal, saxofone
- Richie Stotts - Guitarra
- Wes Beech - Guitarra, teclado
- Jean Beauvoir - Baixo
- Joey Reese - Bateria